# Carl Duering
Carl Duering, geboren als Gerhard Fuchs, in England Carl Fox Duering und Gerald Percy Fox, auch Percy Fox (* 29. Mai 1923 in Berlin; † 1. September 2018 in London, England) war ein deutsch-britischer Schauspieler. Er spielte neben Theaterengagements in seiner fast 50-jährigen Karriere in über 100 Produktionen für Film und Fernsehen mit, unter anderem in den Kinoproduktionen Arabeske, Duffy, der Fuchs von Tanger, Im Netz der Abwehr, Uhrwerk Orange oder Possession.

## Leben und Karriere
Carl Duering, geboren 1923 in Berlin, wuchs in England auf. Duering sprach fließend deutsch. Nach dem Ende seines Kriegsdienstes in England spielte er mehrere Jahre Theater als Percy Fox, 1950 begann er schließlich eine Karriere in Film und Fernsehen unter seinem Künstlernamen Carl Duering.
Duerings Fernsehlaufbahn begann 1952 mit einem Auftritt in der Serie BBC Sunday-Night Theatre. Im Anschluss daran folgten zahlreiche weitere Rollen in TV-Serien, Fernsehfilmen und Fernsehminiserien. Man sah ihn unter anderem in The Vise (1955–1959), Kommissar Maigret (1961), Mit Schirm, Charme und Melone (1961), Simon Templar (1964–1966), Der Mann mit dem Koffer (1968), Gene Bradley in geheimer Mission (1973), Die Füchse (1975), Agentin mit Herz (1984), Feuersturm und Asche (1989) oder Die Abenteuer des jungen Indiana Jones (1992). Komplexere TV-Rollen spielte Duering von 1960 in der Reihe Biggles in 29 Episoden, wo er den Charakter des Von Stalhein verkörperte.
Zu Beginn seiner Filmkarriere waren seine Auftritte in Kinofilmen noch überwiegend klein und auf unbedeutendere Nebenrollen festgelegt, erst Mitte der 1960er Jahre bekam er größere Rollen. So spielte er 1966 unter anderem den Premierminister Hassan Jena in Stanley Donens Agententhriller Arabeske neben Gregory Peck, Sophia Loren und Alan Badel, den Bonivet in Robert Parrishs Kriminalfilm Duffy, der Fuchs von Tanger von 1968, den General Stryker in Arthur H. Nadels Spionagefilm Im Netz der Abwehr aus dem Jahr 1970 oder den Dr. Brodsky in Stanley Kubricks Literaturverfilmung von Uhrwerk Orange ein Jahr darauf. 1981 sah man ihn als Detektiv in Andrzej Żuławskis Horrordrama Possession. Im Jahr 2000 hatte Duering seine letzte Rolle in der Kinoproduktion Saltwater unter der Regie von Dramatiker Conor McPherson.

## Filmografie (Auswahl)

### Kino
- 1953: Appointment in London
- 1953: The Red Beret
- 1954: Geld macht nicht glücklich (Beautiful Stranger)
- 1954: Das geteilte Herz (The Divided Heart)
- 1955: Im Schatten der Zitadelle (The Colditz Story)
- 1957: Die Frau meiner Sehnsucht (Let's Be Happy)
- 1957: Seven Thunders
- 1958: Mit 1000 Volt in den Tod (Escapement)
- 1958: Battle of the V-1
- 1959: Der Dicke von Scotland Yard (Great Van Robbery)
- 1961: Strip Tease Murder
- 1961: Die Kanonen von Navarone (The Guns of Navarone)
- 1962: Fate Takes a Hand
- 1962: Die Nächte mit Nancy (The Main Attraction)
- 1965: Geheimaktion Crossbow (Operation Crossbow)
- 1966: Arabeske (Arabesque)
- 1968: Duffy, der Fuchs von Tanger (Duffy)
- 1970: Darling Lili
- 1970: Im Netz der Abwehr (Underground)
- 1970: Rend mig i revolutionen
- 1971: Uhrwerk Orange (A Clockwork Orange)
- 1972: König, Dame, Bube (King, Queen, Knave)
- 1974: Gold
- 1975: Das Sonderkommando (Operation: Daybreak)
- 1976: Reise der Verdammten (Voyage of the Damned)
- 1977: Gruppenbild mit Dame
- 1978: The Boys from Brazil
- 1979: Der Sturz
- 1981: Malou
- 1981: Possession
- 1983: Der Schnüffler
- 1990: Destroying Angel
- 1993: The Countess Alice
- 1997: Déjà Vu
- 2000: Saltwater

### Fernsehen
- 1952: BBC Sunday-Night Theatre (Fernsehserie, 1 Episode)
- 1954: The Cabin in the Clearing (Fernsehserie, 1 Episode)
- 1953–1954: Douglas Fairbanks, Jr., Presents (Fernsehserie, 4 Episoden)
- 1954: The Three Princes (Fernsehfilm)
- 1955: Steve Hunter, Trouble Merchant (Fernsehserie, 3 Episoden)
- 1955–1959: The Vise (Fernsehserie, 6 Episoden)
- 1956: Assignment Foreign Legion (Fernsehserie, 1 Episode)
- 1957: O.S.S. (Fernsehserie, 1 Episode)
- 1957: The Jack Benny Program (Fernsehserie, 1 Episode)
- 1957: The Assassin (Fernsehfilm)
- 1957: Overseas Press Club - Exclusive! (Fernsehserie, 1 Episode)
- 1958: The Man Who Sold Death (Fernsehfilm)
- 1958: Behind Closed Doors (Fernsehserie, 1 Episode)
- 1959: Tales of the Vikings (Fernsehserie, 3 Episoden)
- 1959: Ein unbeschriebenes Blatt (Fernsehfilm)
- 1959: Armchair Theatre (Fernsehserie, 1 Episode)
- 1960: Interpol Calling (Fernsehserie, 2 Episoden)
- 1960: International Detective (Fernsehserie, 1 Episode)
- 1960: Biggles (Fernsehserie, 29 Episoden)
- 1960: Man from Interpol (Fernsehserie, 3 Episoden)
- 1961: Alcoa Presents: One Step Beyond (Fernsehserie, 1 Episode)
- 1961: Storyboard (Fernsehserie, 1 Episode)
- 1961: Colonel Trumper's Private War (Fernsehserie, 1 Episode)
- 1961: Kommissar Maigret (Fernsehserie, 1 Episode)
- 1961: Mit Schirm, Charme und Melone (The Avengers) (Fernsehserie, 1 Episode)
- 1961–1962: Die Betrüger (The Cheaters) (Fernsehserie, 2 Episoden)
- 1962: The Sword in the Web (Fernsehserie, 1 Episode)
- 1963: Zero One (Fernsehserie, 1 Episode)
- 1964: Ghost Squad (Fernsehserie, 1 Episode)
- 1964: Diary of a Young Man (Fernsehserie, 1 Episode)
- 1964–1966: Simon Templar (The Saint) (Fernsehserie, 2 Episoden)
- 1965: Sherlock Holmes (Fernsehserie, 1 Episode)
- 1965: The Mask of Janus (Fernsehserie, 1 Episode)
- 1965: Redcap (Fernsehserie, 1 Episode)
- 1966: Der Baron (Fernsehserie, 1 Episode)
- 1966: The Troubleshooters (Fernsehserie, 1 Episode)
- 1968: Der Mann mit dem Koffer (Man in a Suitcase) (Fernsehserie, 1 Episode)
- 1971: Hadleigh (Fernsehserie, 1 Episode)
- 1971: Brett (Fernsehserie, 1 Episode)
- 1971: Jason King (Fernsehserie, 1 Episode)
- 1972: Alpha Alpha (Fernsehserie, 1 Episode)
- 1973: Gene Bradley in geheimer Mission (The Adventurer) (Fernsehserie, 1 Episode)
- 1973: Thinking Man As Hero (Fernsehfilm)
- 1975: BBC2 Playhouse (Fernsehserie, 1 Episode)
- 1975: Die Füchse (The Sweeney) (Fernsehserie, 1 Episode)
- 1975: Quiller (Fernsehserie, 1 Episode)
- 1975: Zwei Finger einer Hand (Watership) (Fernsehfilm)
- 1976: Herbst (Fernsehfilm)
- 1976: Arnhem: The Story of an Escape (Fernsehfilm)
- 1980: Play for Today (Fernsehserie, 1 Episode)
- 1981: Berlin Tunnel 21 (Fernsehfilm)
- 1982: Billy (Fernsehserie, 1 Episode)
- 1982: Inside the Third Reich (Fernsehfilm)
- 1982: Agent in eigener Sache (Smiley's People) (Fernsehminiserie)
- 1982: Squadron (Fernsehserie, 1 Episode)
- 1983: Das Wagnis des Arnold Janssen
- 1984: Agentin mit Herz (Scarecrow and Mrs. King) (Fernsehserie, 1 Episode)
- 1986: Peter der Große (Peter the Great) (Fernsehminiserie)
- 1986: Boon (Fernsehserie, 1 Episode)
- 1989: Mother Love (Fernsehminiserie)
- 1989: Feuersturm und Asche (War and Remembrance) (Fernsehminiserie)
- 1992: Anglo Saxon Attitudes (Fernsehminiserie)
- 1992: Die Abenteuer des jungen Indiana Jones (Fernsehserie, 1 Episode)
- 1992: Coronation Street (Fernsehserie, 3 Episoden)
- 1993: Stalag Luft (Fernsehfilm)
- 1999: The Waiting Time (Fernsehfilm)